# بندتو پولا
بندتو پولا (ایتالیایی: Benedetto Pola; ۱۷ آوریل ۱۹۱۵ – ۱ اوت ۲۰۰۰) دوچرخه‌سوار اهل ایتالیا بود. وی در بازی‌های المپیک تابستانی ۱۹۳۶ شرکت کرده است.